# Nemesia sanzoi
Nemesia sanzoi là một loài nhện trong họ Nemesiidae.
Nemesia sanzoi được miêu tả năm 1917 bởi Fage.